# Plaça de la Font (Tarragona)
|  | Per a altres significats, vegeu «Plaça de la Font Castellana». |

La plaça de la Font és al centre de Tarragona i ocupa una quarta part de l'arena de l'antic circ romà, concretament on estava l'"espina" (part central del circ). La plaça està presidida per l'edifici de façana neoclàssica de l'Ajuntament de la ciutat, situat a la banda sud. Sota la plaça hi ha un aparcament subterrani, la construcció del qual va despertar força polèmica perquè implicava la possible destrucció de patrimoni romà. Actualment aquesta plaça és el centre de la vida política i social de la ciutat.
Es tracta de la plaça principal de la Part Alta. L'ocupació i urbanització de la mateixa respon a l'adequació de les
estructures arquitectòniques existents com ara l'arena, les voltes, o bé el pòdium del circ romà. La seva urbanització va
ser fruit d'una lenta ocupació dels predis i per això trobem certa diversitat en les solucions decoratives de les façanes. El conjunt és el fruit d'una època d'esplendor, degut a l'enriquiment derivat de les altes cotitzacions vinícoles i del moviment portuari.
Després de l'època romana es va degradar molt la plaça, rebia el nom de "el Corral" i s'usà per a cuidar bestiar. Posteriorment la plaça va passar a acollir un mercat diari fins al 1915. L'any 1363 l'arquebisbe Pere de Clasquerí va fer construir un pou, té una profunditat de 47 metres. D'aquest pou també se'n digué "font" i de aquí deriva el nom de la plaça.
L'any 1827 es va construir una font, obra del mestre Pere Anton Verderol i de l'escultor Vicenç Roig, de caràcter monumental, que va desaparèixer a mitjans del segle xix.
El 1839 Josep Oriol presentà el projecte de remodelació de l'entorn de la plaça sobretot a la banda de l'Ajuntament. L'esperit del disseny era la creació d'una plaça major amb una rectificació global dels carrers afluents. La nova ampliació de la plaça es va produir paral·lelament a la rectificació de les façanes que durà unes quantes dècades. Hi hagué interès per harmonitzar els frontis de les edificacions com es demostra en les condicions d'edificabilitat.
El disseny de la plaça varen participar quasi tots els arquitectes municipals sobresurten els fanals dibuixats per Ramon Salas (1889).
En aquesta plaça hi tingueren casa el poeta Joan Antònio i Guàrdias, al número 53 i el dibuixant Ricard Opisso i Sala, al número 10. El 25 d'abril de 1884 nasqué Marcel·lí Domingo i Sanjuan al número 6.

## Plaça castellera
Com a plaça castellera és protagonista de tres diades importants:
- La diada de Sant Joan (24 de juny), amb les quatre colles de la ciutat.
- La diada del primer diumenge de festes (dins les Festes de Santa Tecla), amb les dues millors colles de Tarragona i dues colles punteres convidades.
- La diada de Santa Tecla (23 de setembre), amb les quatre colles de la ciutat.